# Смелость
Сме́лость — психологическая установка, решительность при возникновении опасности, способность противостоять страху и идти на оправданный риск ради определенной цели.
В другом источнике указано что Сме́лость ж. сме́льство ср. свойство по прилагательному отвага, неустрашимость; решительность; дерзость, наглость. Смелость часто путают с храбростью и мужеством, но это несколько разные вещи. Смелость происходит от понимания, которое, в свою очередь, берет начало в разуме, мудрости. Храбрость же является внешним проявлением смелости. В то же время, мужество — это сложное качество, которое сочетает смелость, настойчивость, сдержанность, уверенность в себе, помогающее человеку идти к цели, несмотря на потери и страдания.
Например, если у человека есть смелость, чтобы принять вызов, это означает, что его разум понял ситуацию и принял решение. И только после этого вызов потребует храбрости, чтобы провести это решение в жизнь. В психологии смелость рассматривается как качество воли, особая готовность человека преодолевать препятствия и бороться со страхом.
У итальянцев свобода, смелость, отвага — Франкецца (Franchezza).